# Subtropischer Sturm Eins (1992)
Subtropischer Sturm Eins war im April 1992 der erste aufgezeichnete subtropische Wirbelsturm der atlantischen Hurrikansaison. Er bildete sich am 21. April südöstlich von Bermuda und zog nordwestwärts, wobei er am 22. April Sturmstärke erreichte. Der Sturm, dessen innerer Kern subtropische Eigenschaften aufwies, erreichte eine Spitzenwindgeschwindigkeit von 85 km/h, bevor Windscherung den Sturm abschwächte. Er drehte nach Osten und löste sich am 24. April auf, ohne Auswirkungen auf Land zu haben.

## Sturmverlauf

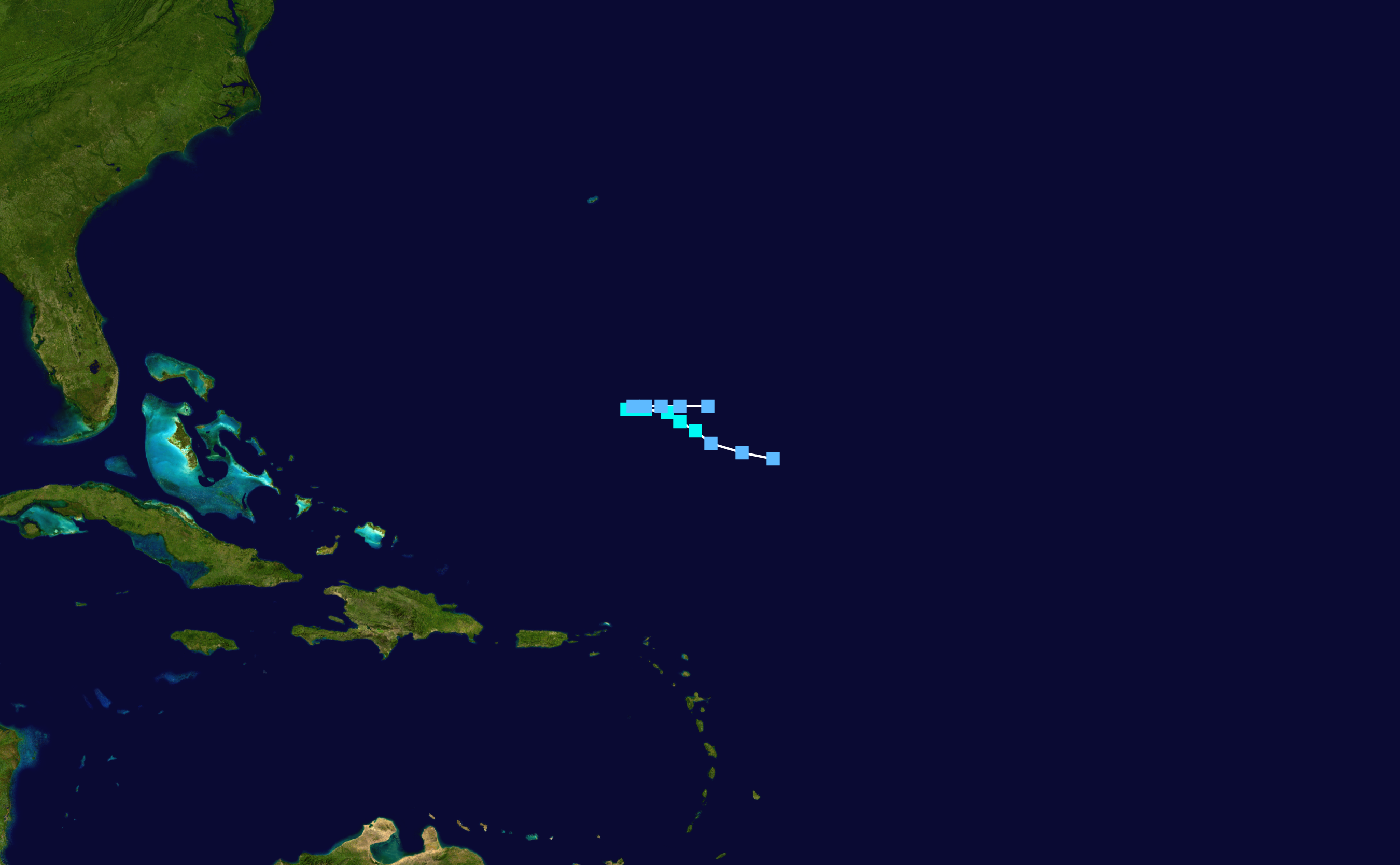
Zugbahn

Am 21. April löste sich ein Tiefdruckgebiet in niederer und mittlerer Höhe aus der Westwindzone, etwa 1100 km südöstlich von Bermuda. Zu dem Zeitpunkt bildete das System ein großes einem Komma ähnelnden Wolkenmuster aus und Wettermeldungen von Schiffen ergaben, dass das System oberflächennah war. Aufgrund des Zustandes der Organisierung und der Anwesenheit einer oberflächennahen Zirkulation wurde am 21. April um 12:00 Uhr UTC die Bildung eines subtropischen Tiefdruckgebietes angenommen; operativ wurde das System allerdings erst 27 Stunden später klassifiziert. Von gut definierten Steuerungsströmungen angetrieben zog das Tiefdruckgebiet mit einer Vorwärtsgeschwindigkeit von 10 Knoten (knapp 19 km/h) nordostwärts und intensivierte sich früh am 22. April zu einem subtropischen Sturm.
Der subtropische Sturm organisierte sich kontinuierlich besser und bildete in seinem östlichen Halbkreis ein ausgedehntes Konvektionsband und nach der Aufstufung erreichte der Sturm andauernde Windgeschwindigkeiten von 85 km/h. Durch ein Schiff in der Nähe des Sturmzentrums wurden starke Winde gemessen und das National Hurricane Center stellte das Potential für eine Transition in einen tropischen Wirbelsturm fest. Da sich im Südosten des Sturms ein Rücken aufbaute, zog der Sturm nordwestwärts und unter dem Einfluss eines sich annähernden Troges verlangsamtes sich die Vorwärtsgeschwindigkeit und die Konvektion ließ nach. Am 23. April wurde der Sturm praktisch stationär und schwächte sich zu einem Tiefdruckgebiet ab, nachdem Windscherung in der Höhe das Gebiet beeinflusste. Ein Aufklärungsflug in das Innere des Systems bestätigte, dass die Windgeschwindigkeiten zurückgegangen waren. Der Flug ergab auch, dass die Temperatur im Kern um 1 °C zugenommen hatte, was auf den Übergang zu einem tropischen System hinwies, sowie weitere tropische Merkmale.
Früh am 24. April wendete sich das subtropische Tief ostwärts. Die Tiefenkonfektion in seinem östlichen Halbkreis war gering und die Meteorologen nahmen zu diesem Zeitpunkt an, dass das Tief weiter ost-nordostwärts ziehen und zu einer außertropischen Zyklone werden würde. Trotzdem wurde auch die Auflösung als Möglichkeit genannt. Spät am 24. April war das System allerdings zu schwach, um es mit der Dvorak-Technik zu klassifizieren und das National Hurricane Center gab die letzte Warnung aus, da das System auch die Kriterien zu einem subtropischen System nicht erfüllte. Innerhalb von 24 Stunden verschwand die Zirkulation und das Resttief zog in der Westwindzone weiter nach Osten.

## Auswirkungen, Wetterrekorde und Benennung
Anfänglich schien der subtropische Sturm eine Gefahr für Bermuda zu sein. Das National Hurricane Center sah die Wahrscheinlichkeit, dass das System näher als 100 km an der Insel vorbeiziehen bei 18 %; das System blieb aber weit südöstlich der Inselgruppe. Die höchste Windgeschwindigkeit, die durch ein Schiff berichtet wurde, war die Messung von 85 km/h durch Motorschiff mit dem Rufzeichen C6KD7. Das Schiff meldete einen Luftdruck von 1004,1 mbar (hPa) und ein Dünung von 19,7 m; die Entscheidung zu diesem System Warnungen auszugeben, beruhte im Wesentlichen auf Messungen durch dieses Schiff.
Der Sturm war der erste subtropische oder tropische Wirbelsturm seit Beginn der Wetteraufzeichnungen, der sich im Atlantischen Ozean im Monat April bildete. Zuvor hatten sich solche Stürme bereits in jedem anderen Monat des Jahres gebildet. In seinem vorläufigen Bericht über den Wirbelsturm stellte das National Hurricane Center jedoch fest, „subtropische Wirbelstürme werden erst seit 1968 verfolgt (Aufzeichnungen tropischer Zyklone gehen bis 1871 zurück) und es ist möglich, das einige Systeme, die vor 1968 als außertropisch eingeordnet wurden subtropisch gewesen sein könnten.“
Der Sturm war übrigens auch der erste subtropische Sturm, der seit der Hurrikansaison 1984 nicht zu einem tropischen System wurde. Subtropische Wirbelstürme erhielten damals im atlantischen Becken – vor 2001 – keinen Namen von der Liste der Namen tropischer Wirbelstürme.